# Armorial des localités de Pest
 (juillet 2024).
Si vous disposez d'ouvrages ou d'articles de référence ou si vous connaissez des sites web de qualité traitant du thème abordé ici, merci de compléter l'article en donnant les références utiles à sa vérifiabilité et en les liant à la section « Notes et références ».

Blason de Pest

Localisation de Pest (comitat) en Hongrie.

Pour un article plus général, voir Armorial des localités de Hongrie.
Armorial des localités de Pest donne les armoiries (figures et blasonnements) des localités du comitat de Pest, un département en Hongrie.
- Haut – A
- B
- C
- D
- E
- F
- G
- H
- I
- J
- K
- L
- M
- N
- O
- P
- Q
- R
- S
- T
- U
- V
- W
- X
- Y
- Z

## A
| Blason de Abony | Blason  |                                                  |
| Blason de Abony | Détails | Le statut officiel du blason reste à déterminer. |

## B
| Blason de Budakalász | Blason  |                                                  |
| Blason de Budakalász | Détails | Le statut officiel du blason reste à déterminer. |

## E
| Blason de Érd | Blason  |                                                  |
| Blason de Érd | Détails | Le statut officiel du blason reste à déterminer. |

## G
| Blason de Gödöllő | Blason  |                                                  |
| Blason de Gödöllő | Détails | Le statut officiel du blason reste à déterminer. |

## M
| Blason de Márianosztra | Blason  |                                                  |
| Blason de Márianosztra | Détails | Le statut officiel du blason reste à déterminer. |

## N
| Blason de Nagykovácsi | Blason  |                                                  |
| Blason de Nagykovácsi | Détails | Le statut officiel du blason reste à déterminer. |

## P
| Blason de Pilis | Blason  |                                                  |
| Blason de Pilis | Détails | Le statut officiel du blason reste à déterminer. |

| Blason de Ráckeve | Blason  |                                                  |
| Blason de Ráckeve | Détails | Le statut officiel du blason reste à déterminer. |

## U
| Blason de Újhartyán | Blason  |                                                  |
| Blason de Újhartyán | Détails | Le statut officiel du blason reste à déterminer. |

## V
| Blason de Vác | Blason  |                                                  |
| Blason de Vác | Détails | Le statut officiel du blason reste à déterminer. |

| Blason de Visegrád | Blason  |                                                  |
| Blason de Visegrád | Détails | Le statut officiel du blason reste à déterminer. |